# Vietocassis
Vietocassis is een geslacht van kevers uit de familie bladkevers (Chrysomelidae).
De wetenschappelijke naam van het geslacht werd in 1988 gepubliceerd door Medvedev & Eroshkina.

## Soorten
- Vietocassis viridis Medvedev & Eroshkina, 1988